# Aloeides quickelbergei
Quickelberge’s Copper (Aloeides quickelbergei) là một bướm ngày thuộc họ Lycaenidae. Loài này có ở Nam Phi, nơi nó được tìm thấy ở các sườn núi phía nam West Cape.
Sải cánh từ 24–26 mm đối với con đực và 25–28 mm đối với con cái. Cá thể trưởng thành mọc cánh từ tháng 11 tới tháng 1. Mỗi năm loài này có một thế hệ.